# Retablo de Santa Lucía (Almarza)

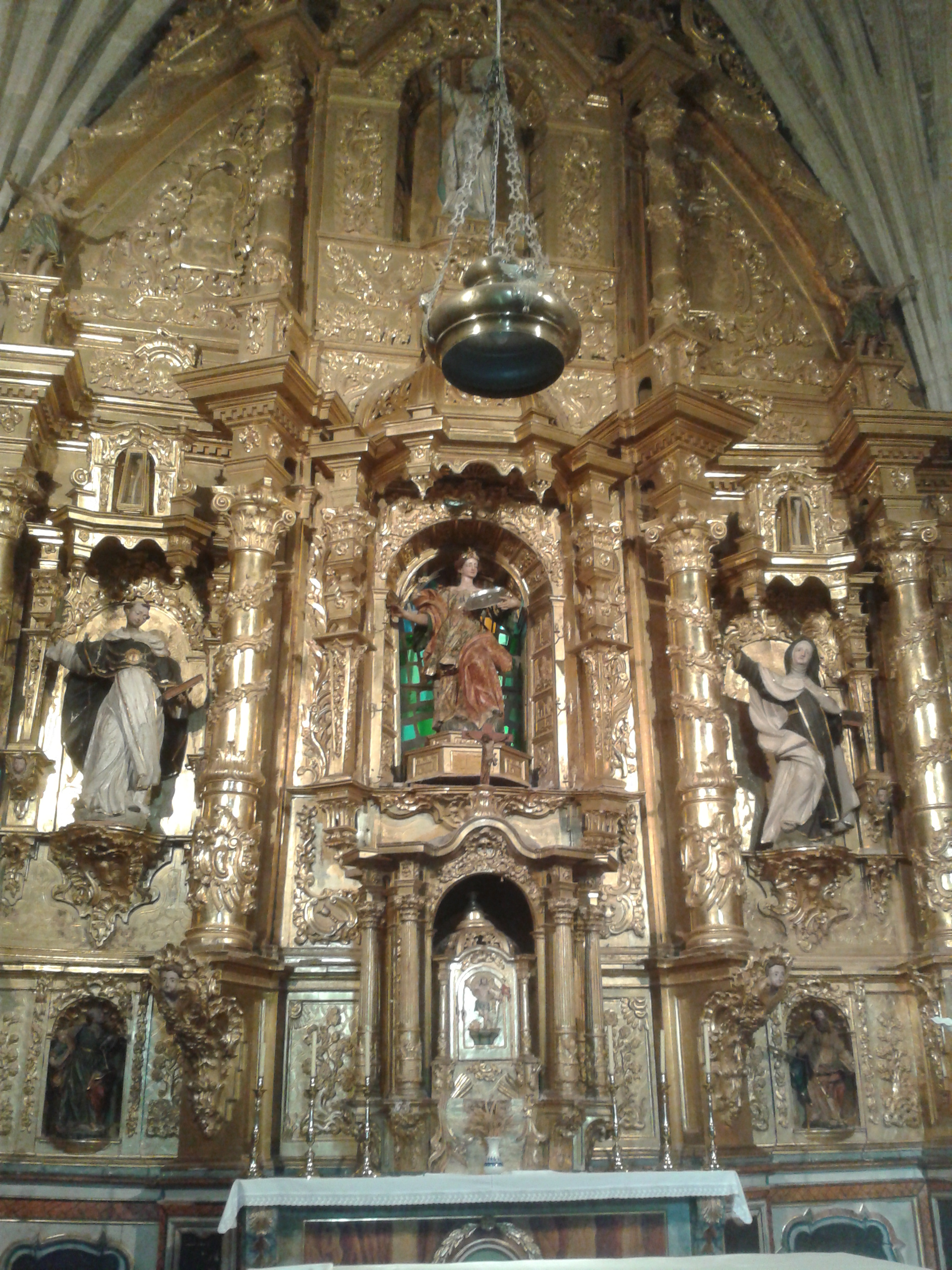
Retablo de Santa Lucía

El  actual retablo Mayor de la Iglesia de Santa Lucía de Almarza  se realizó en la segunda mitad del siglo XVIII para sustituir a otro anterior que fue realizado en 1603 por el célebre artista soriano Francisco Cambero de Figueroa.

## Descripción
El retablo actual se levanta sobre banco y consta tres cuerpos y tres calles. El primer cuerpo del retablo, alberga en el centro el Tabernáculo en cuyo interior se sitúa el Sagrario. A los lados las figuras de San Pablo y San Pedro en sendas hornacinas con la parte superior avenerada. 
En el segundo cuerpo se sitúa Lucía de Siracusa en el centro, dentro de su camarín cubierto por doselete finamente labrado. En el lado izquierdo la figura de Tomás de Aquino y en el lado derecho la de Santa Teresa de Jesús, doctores de la Iglesia, ambos sobre peanas soportadas por ménsulas de rocalla y flanqueados por recias columnas barrocas bellamente ornamentadas en fustes y capiteles. 
El tercer cuerpo va creciendo en forma ojival para adaptarse al marco arquitectónico que lo alberga, el testero de la capilla Mayor de la Iglesia gótica de Almarza, cubriendo de esta manera el retablo toda la superficie, siguiendo idéntica forma y dimensiones que la pared a la que queda adosado. En este tercer cuerpo aparece en el centro y flanqueado por columnas la figura de un obispo que bien podría identificarse con San Ambrosio de Milán, padre de la Iglesia y sobre él un relieve con la figura de Dios Padre que corona todo el retablo. Tres relicarios albergan reliquias con huesos de santos.
Una de las características más significativas de este retablo es la gran calidad de su dorado, obra carísima en la época y que suponía la parte más costosa de llevar a cabo y que fue sufragado íntegramente con dinero procedente de la capellanía de Frey Juan Ramírez de Almarza, caballero de Santiago, doctor en Teología, profesor de la Universidad de Salamanca  y en el Convento de San Marcos de León y Consejero del Rey Felipe II en el de la Suprema Inquisición.